# Cantonul L'Isle-sur-la-Sorgue
Cantonul L'Isle-sur-la-Sorgue este un canton din arondismentul Avignon, departamentul Vaucluse, regiunea Provence-Alpes-Côte d'Azur, Franța.

## Comune
- Cabrières-d'Avignon
- Châteauneuf-de-Gadagne
- Fontaine-de-Vaucluse
- Jonquerettes
- Lagnes
- Le Thor
- L'Isle-sur-la-Sorgue (reședință)
- Saint-Saturnin-lès-Avignon
- Saumane-de-Vaucluse